# Rektorat samodzielny św. Franciszka z Asyżu i św. Klary w Jędrzejowie
Rektorat samodzielny św. Franciszka z Asyżu i św. Klary w Jędrzejowie – rektorat na prawie parafii rzymskokatolickiej, znajdujący się w diecezji sandomierskiej, w dekanacie Szewna.
W 1979 mieszkanka Jędrzejowa, Stanisława Surma, przekazała swój dom z przeznaczeniem na ośrodek duszpasterski. Po jego adaptacji, w tym samym roku, nastąpiła uroczystość poświęcenia nowej świątyni przez bp. Walentego Wójcika. 
W 2010 bp Krzysztof Nitkiewicz ustanowił w Jędrzejowie samodzielny rektorat terytorialny.

## Rektorzy
- ks. Andrzej Chuchnowski (2010– )[1]